# Eisberg bei Sierhagen

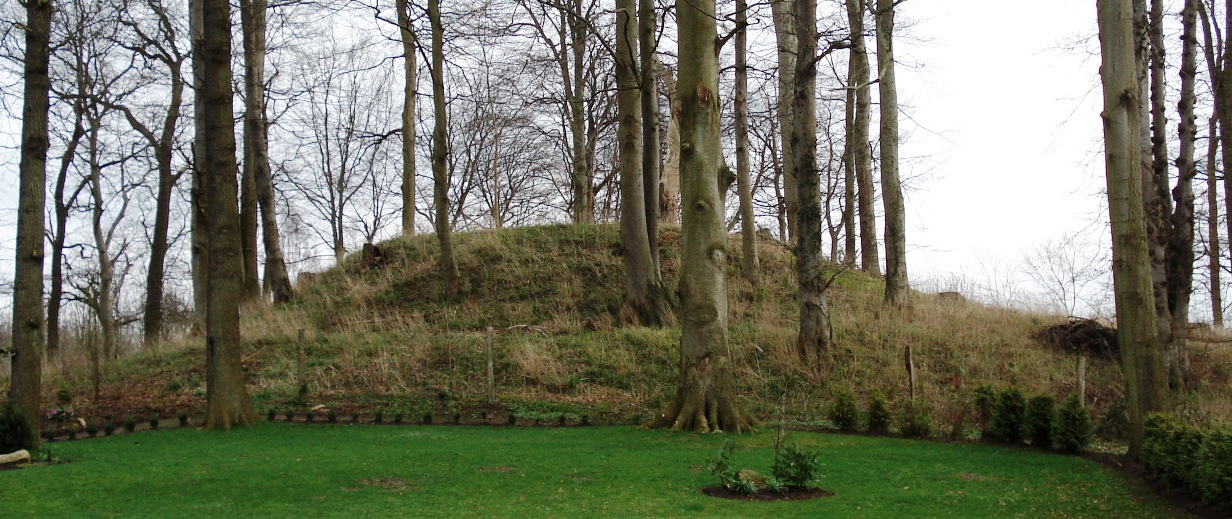
Der Grabhügel „Eisberg“ bei Sierhagen (aus Nordwest)

Der Eisberg bei Sierhagen ist ein jungsteinzeitlicher Grabhügel in der Nähe des Gutes Sierhagen in der Gemeinde Altenkrempe (bei Neustadt (Holstein)).
Es handelt sich um einen ovalen Erdhügel mit einer Länge von ca. 15 m, einer Breite von ca. 12 m  und einer Höhe von ca. 3,5 m.
Der Grabhügel liegt in einem Waldstreifen, etwa 40 m neben der Straße von Sierhagen nach Altenkrempe. In der direkten Nähe befindet sich die Eisbergkate, ein Fachwerkhaus mit Reetdach.
Er steht als Bodendenkmal unter Denkmalschutz.
Der Grabhügel befindet sich auf eingezäuntem Privatgrund und grenzt an die Rasenfläche des Gartens der Eisbergkate und ist nicht zugänglich, aber von der Straße aus sehr gut sichtbar.